# Mausoleo romano
El mausoleo romano es un monumento funerario que comienzan a extenderse por todo el Imperio a partir del siglo I, respondiendo a un sentimiento de transformación de la tumba en santuario destinado al culto de la memoria del difunto. También sirve de enterramiento para varios miembros de una misma familia.

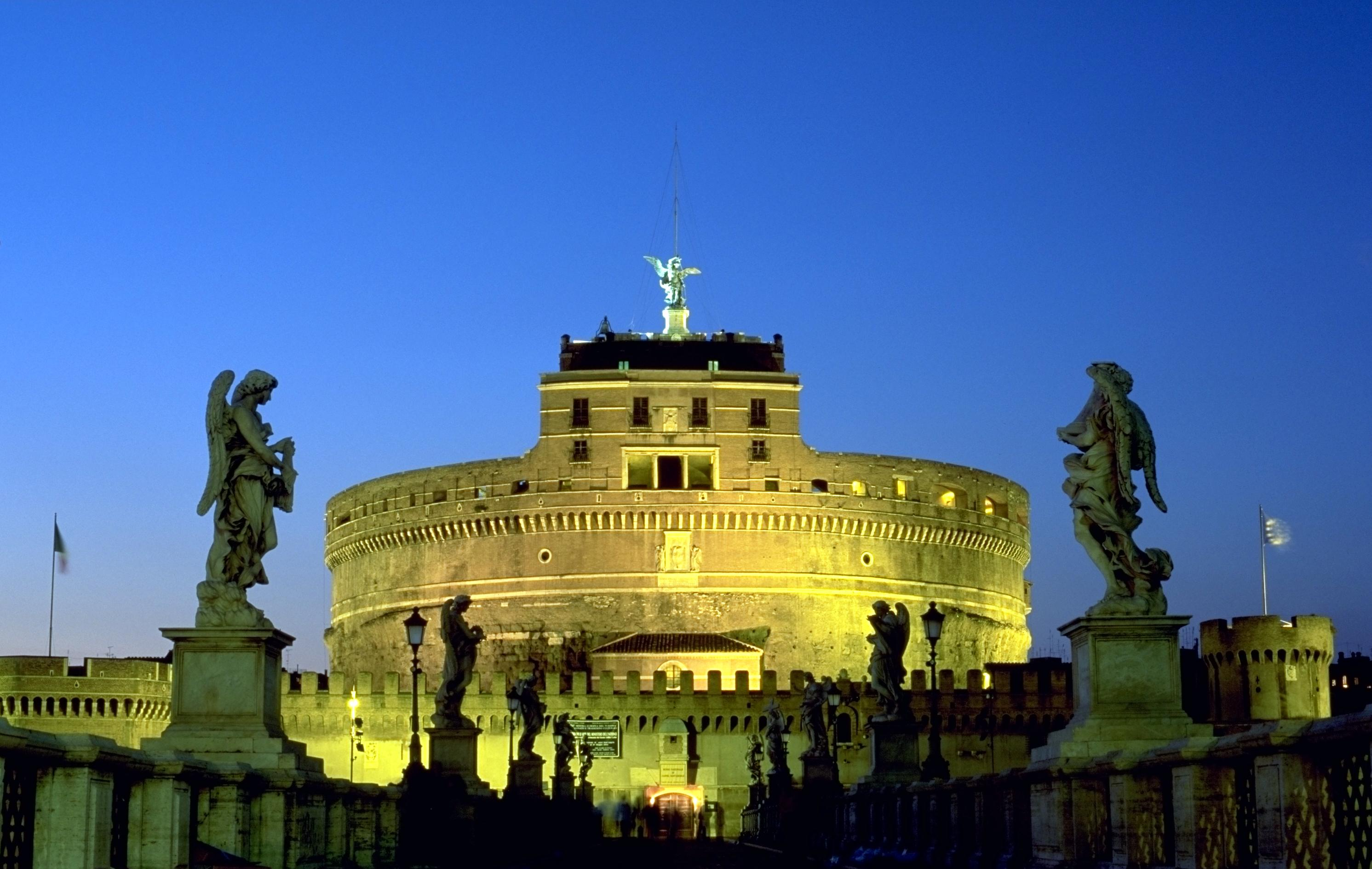
Castillo de Sant'Angelo, en Roma, Italia.

## Tipologías
Desde el punto de vista arquitectónico se dividen en dos tipos:
- con forma de templo

rectangular o circular; 

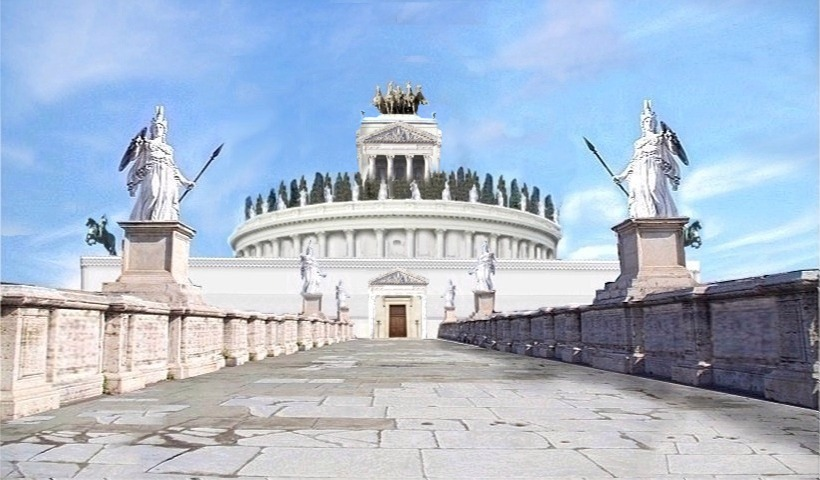
Mole Adrianorum: aproximación mediante simulación digital a su posible apariencia.

- mausoleos rectangulares, en los que quedarían incluidos todos aquellos que sin afectar la forma de templo pueden presentar una planta más o menos cuadrada con la apariencia de habitación en funciones de cámara funeraria o, si la sepultura es subterránea, de sala de reunión; difieren de los de templo en que no van precedidos de escalera ni pronaos y que están al mismo nivel del terreno, a veces con más de una planta. Dentro de esta serie hay que considerar los monumentos turriformes.[1]

## Mausoleos romanos en Hispania
- Mausoleo romano (Córdoba)

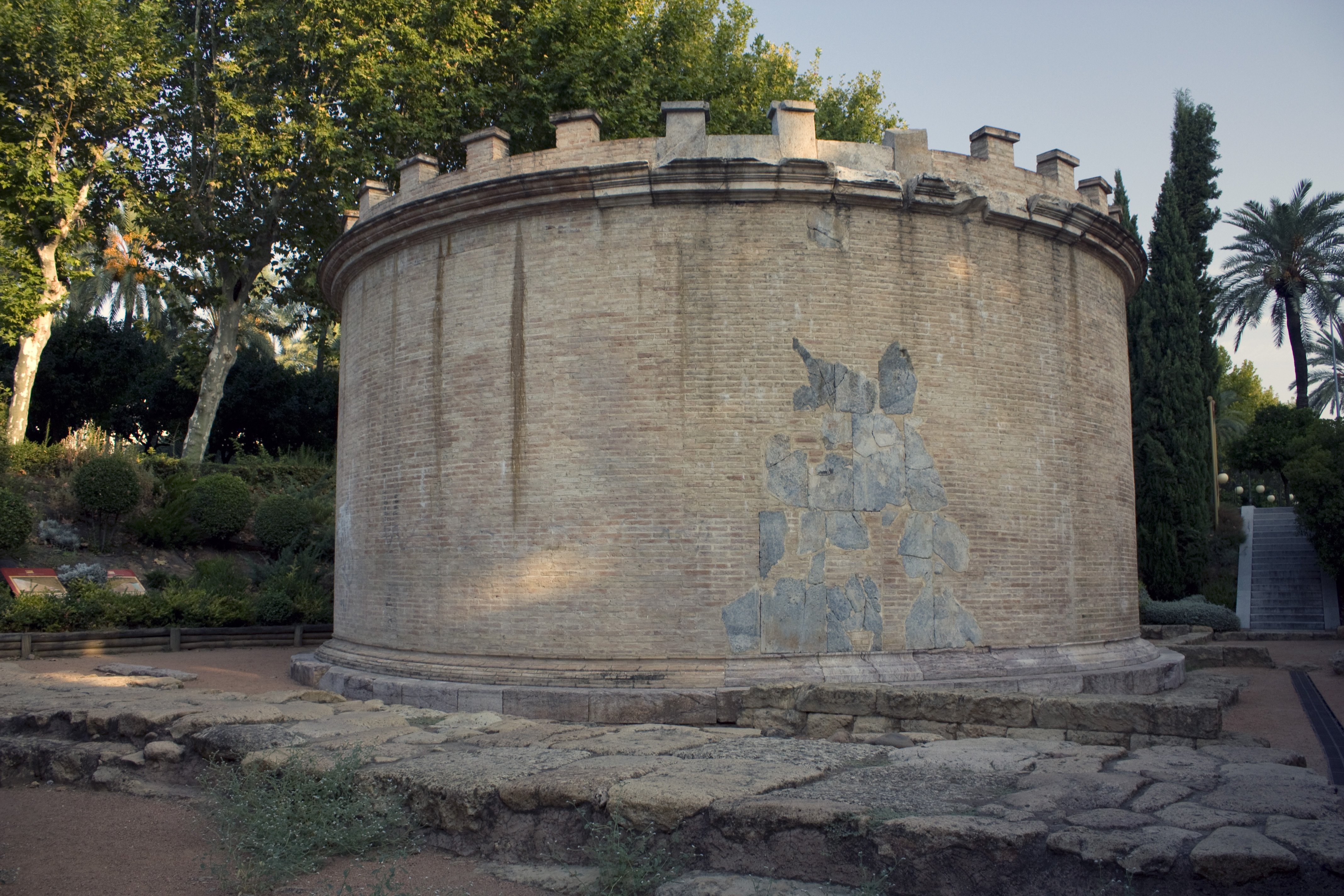
Mausoleo romano de Córdoba,, junto a la vía romana de Corduba a Hispalis.

- Mausoleo romano de Isla Canela, Ayamonte (Huelva).
- Mausoleo romano de Las Vegas, La Pueblanueva (Toledo).
- Mausoleo de Fabara, Fabara (Zaragoza).

## Mausoleos romanos en Italia
- Mausoleo de Santa Constanza, Roma.
- Mausoleo de Augusto, Roma.
- Mausoleo de Gala Placidia, Rávena.
- Castillo Sant'Angelo o Mausoleo de Adriano, Roma.